# بول وارويك
بول وارويك (بالإنجليزية: Paul Warwick) هو متسابق دراجات نارية بريطاني، ولد في 29 يناير 1969 في New Alresford ‏ في المملكة المتحدة، وتوفي في 21 يوليو 1991 في Oulton Park ‏ في المملكة المتحدة.

## وصلات خارجية
- بول وارويك على موقع DriverDB.com (الإنجليزية)